# Sahar Fetrat
Sahar Fetrat é um ativista, roteirista e documentarista afegã. Sahar nasceu no Afeganistão e viveu no Irã e no Paquistão como jovem refugiada durante o primeiro regime talibã.

## Biografia
A família de Sahar exilou-se quando ela tinha um ano de idade e cresceu em campos de refugiados no Irão e no Paquistão durante o primeiro regime talibã.
Ela se formou em 2018 em Estudos Empresariais na Universidade Americana do Afeganistão e obteve um mestrado em Estudos de Gênero na Universidade Central Europeia em Budapeste em 2020.
Sahar Fetrat trabalhou no Afeganistão para os Serviços Educacionais da UNESCO, defendendo a educação das mulheres em todo o país e foi pesquisadora assistente na Divisão de Direitos da Mulher da organização internacional de direitos humanos Human Rights Watch.

## Prêmios
- BBC 100 Mulheres 2021[1]